# Антоніо Беато

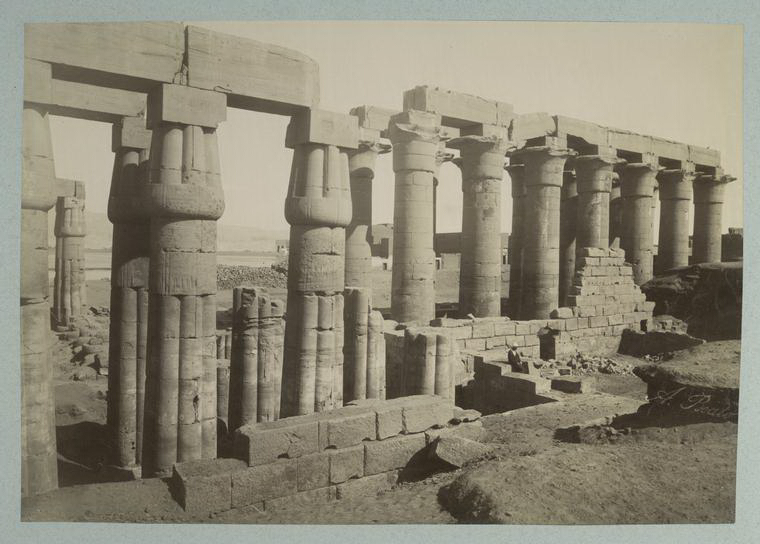
Храм Аменхотепа, Луксор, Єгипет. Фото зроблене між 1860 і 1889 роками

Антоніо Беато (після 1832—1906), також відомий як Антуан Беато — британський та італійський фотограф. Працював у жанрах: портрету та пейзажу. Знаний завдяки своїм знімкам Єгипту та інших місць у Середземноморського регіону. Молодший брат Феліче Беато, з яким він іноді працював разом.
Мало що відомо про ранні роки Антоніо Беато, але він, ймовірно, народився на венеціанській території після 1832 року, а пізніше став натуралізованим громадянином Великої Британії. Його брат принаймні народився у Венеції, але сім'я могла переїхати до Корфи, яка була венеціанським володінням до 1814 року, коли була приєднана до Великої Британії.
Існує дві серії фотографій, які підписані відповідно «Felice Antonio Beato» та «Felice A. Beato». Довгий час вважалося, що це один фотограф, який в приблизно однаковий час був в двох віддалених місцях, наприклад в Єгипті та Японії. Але в 1983 році Чантал Едел довів, що під підписом «Felice Antonio Beato» містяться роботи двох братів: Фелікса Беато та Антоніо Беато, які час від часу працювали разом та використовували один і той самий підпис
Антоніо, як псевдонім, часто використовував своє ім'я змінене на французький манер — Антуан Беато. Можливо, він зробив це, тому що в основному працював в Єгипті, з його на той час великою часткою франкомовного населення.
У 1853 або 1854 році Фелікс Беато і Джеймс Робертсон створюють фотостудію «Робертсон & Беато». У 1854 році вони разом з Антоніо вирушають на Мальту, в 1856 році до Греції і в 1857 році до Єрусалима. Велика кількість фотознімків підписана «Робертсон, Беато і Ко», де під Ко ймовірно мається на увазі саме Антоніо.
Наприкінці 1854 або на початку 1855 року Джеймс Робертсон одружився з сестрою братів Беато — Леонідою Марією Матільдою Беато. У них було 3 дочки: Катерина Грейс (1856 року народження), Едіт Маркон Вердженс (1859 року) та Хелен Беатрук (1861 року).

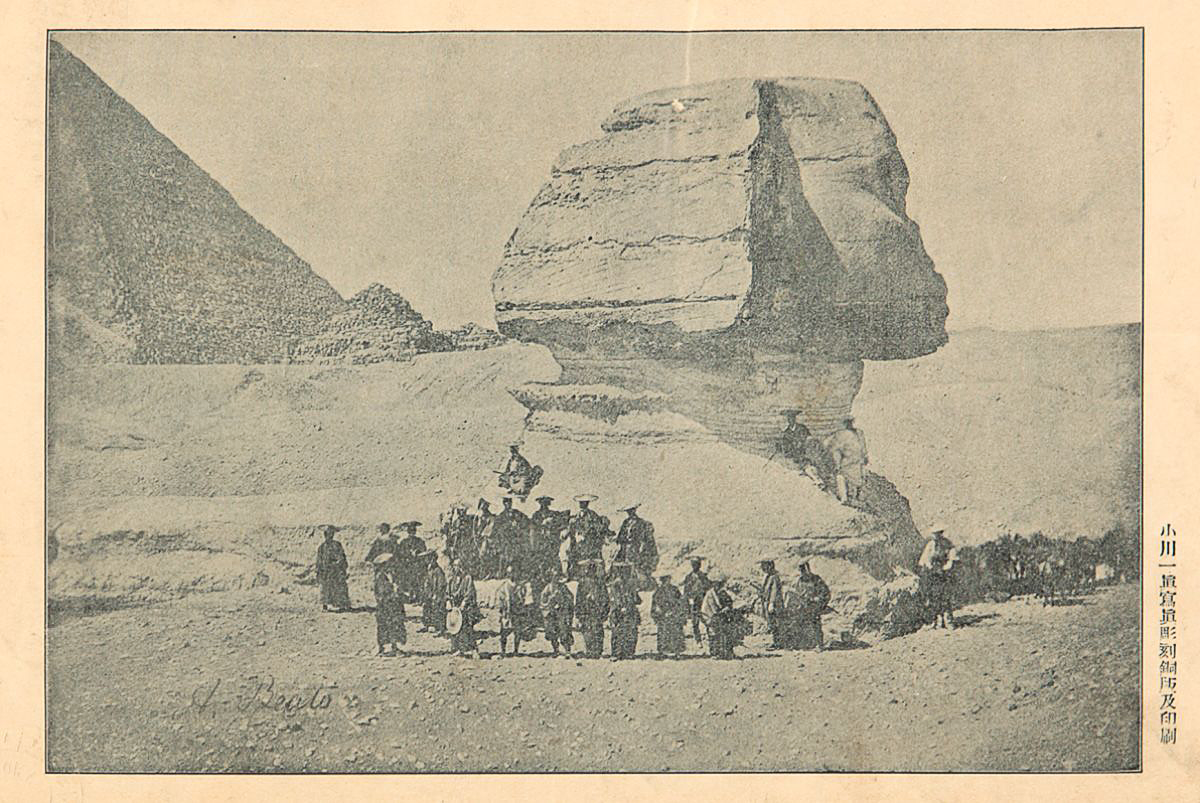
Японська дипломатична місія Наґаоки Ікеди біля Сфінксу, Єгипет, 1864 рік.

У липні 1858 року приїхав до Феліче Беато в Калькутту. В цей час, Феліче, що подорожував по Індії з початку 1858 року, робив фоторепортаж наслідків індійського повстання 1857 року. Антоніо також фотографував Індію до грудня 1859 року, коли він покинув Калькутту, ймовірно, за станом здоров'я, і вирушив на Мальту.
В 1860 році Антоніо Беато приїхав до Каїру, де провів два роки. В 1862 році він переїхав в Луксор де відкрив фотоательє. Наприкінці 1860-х років, Беато працював разом з французьким фотографом Іпполітом Арну.
Цікаво, що в 1864 році, в той час, коли його брат Феліче працював в Японії, Антоніо фотографував членів японської дипломатичної місії Наґаоки Ікеди, яка відвідала Єгипет на шляху до Франції.
Антоніо Беато помер у Луксорі в 1906 році.